# Therese Pulszky
Therese Pulszky, auch Therese Pulsky oder Terézia Walder Pulszky, (* 7. Januar 1819 in Berlin; † 2. September 1866 in Pest) war eine österreichisch-ungarische Schriftstellerin.

## Leben
Therese Walter war die Tochter des aus Berlin gebürtigen Johann August Walter (vor 1800–1861) und der mit ihm seit 1818 verheirateten Henriette Walter (1798–1882), geb. Mayer, Tochter des Julius (Juda David) und der Nanette Mayer, geb. Eskeles aus Frankfurt am Main. In Berlin war Thereses Vater als „Banquier und Kaufmann“ an der Firma A. Walter, Beer & Co. beteiligt und übersiedelte erst in den 1820er Jahren nach Wien.
Therese wuchs gemeinsam mit ihrer Cousine Marie (1818–1863) heran, die 1844 den Grafen Ludwig von Breda heiratete und Großmutter der Künstlerin Mara Hoffmann wurde. Marie Walter war die Tochter des Bruders von Johann August Walter, Ludwig Walter († 1850), dessen Ehefrau Theresia, geb. von Einem († 1818), bei der Geburt des Mädchens verstorben war. Ihre Stiefmutter Henriette Walter führte einen musikalisch-literarischen Salon, in dem viele bekannte Dichter und Musiker Österreichs, aber auch Franz Liszt und Karl August Varnhagen von Ense verkehrten. Beide Mädchen waren musisch begabt; Therese trat als Sängerin bei Salonabenden auf, Marie war als Malerin geschätzt.
1845 heiratete Therese den bedeutenden ungarischen Politiker und Altertumsforscher Franz Pulszky, eigentlich Ferenc Aurel Pulszky de Cselfalva et Lubócz (1814–1897) und übersiedelte mit ihm nach Ungarn. 1848 wurde Ferenc Pulszky in der Nationalregierung Batthyány zum Unterstaatssekretär im Außenministerium des Paul Anton III. (eigentlich Pál Antal) Esterházy de Galántha ernannt. Nach dem Ende des Ungarisch-Österreichischen Kriegs 1848/49 war Therese gezwungen, zusammen mit ihrem Gatten ins Londoner Exil zu gehen.  Das Vermögen des Ehepaars wurde beschlagnahmt, und Therese musste mit literarischen Arbeiten den Unterhalt ihrer Familie sichern. In ihren Memoiren und Reiseberichten vermied sie aber jeden Hinweis auf ihre in Wien verbliebenen Eltern.
Malwida von Meysenbug beschrieb sie in ihren Memoiren als eine der bedeutendsten Frauen der Londoner Emigrantenszene neben Johanna Kinkel. Ihr Haus in London wurde zum Mittelpunkt der ungarischen Emigranten. Mit ihrem Mann begleitete sie Lajos Kossuth – der seit 1849 ebenfalls im Londoner Exil lebte – auf dessen Vortragsreise durch die Vereinigten Staaten. Anschließend verfasste sie gemeinsam mit ihrem Gatten den Reisebericht White, Red, Black (1852). Sie selbst veröffentlichte Aus dem Tagebuche einer ungarischen Dame (1850) und Sagen und Erzählungen aus Ungarn (1851).
Ferenc Pulszky bemühte sich um eine ungarisch-italienische Allianz gegen Österreich und übersiedelte in der Ära des Risorgimento mit seiner Frau nach Italien. Nach der Niederlage Garibaldis bei Aspromonte (1862) zog er sich ganz nach Florenz zurück, wo auch die verwitwete Mutter Thereses ihren Lebensabend verbrachte. In den 1860er Jahren führten Franz und Therese Pulszky in der Villa Petrovich einen der glänzendsten Salons der Arnostadt, zu dessen Gästen u. a. Francesco dall'Ongaro, Ludmilla Assing und Michael Bakunin zählten. 1866 begab sie sich in Begleitung ihrer Tochter nach Ungarn, um die Zurücknahme ihrer Vermögenskonfiskation zu betreiben, und erkrankte in Buda an der Cholera. Als ihr Mann Ferenc im September 1866 von der österreichischen Regierung die Erlaubnis zu einer Reise nach Buda erhielt, fand er aber Frau wie Tochter bei seiner Ankunft bereits gestorben.

## Veröffentlichungen (Auswahl)
- Aus dem Leben einer ungarischen Dame. Grunow, Leipzig 1850
  - Englische Ausgabe: Memoirs of a Hungarian Lady. London 1850
- Sagen und Erzählungen aus Ungarn. Duncker, Berlin 1851
- White, Red, Black – Sketches of American Society in the United States. Refield, New York 1853 ff.
  - Deutschspr. Ausgabe: Weiss, Roth, Schwarz. Skizzen aus der amerikanischen Gesellschaft in den Vereinigten Staaten. 5 Bände, Kassel 1853